# Nepenthes vogelii
Nepenthes vogelii là một loài nắp ấm thuộc họ Nắp ấm. Đây là loài đặc hữu Borneo. Người ta cho rằng nó có quan hệ gần nhất với loài N. fusca.
Mẫu được biết đến đầu tiên của N. vogelii đã được sưu tập năm 1961 trên núi Api trong vườn quốc gia Gunung Mulu bởi nhà thực vật học J. A. R. Anderson. Mẫu được dán nhãn N. fusca, đã được lưu ở phòng lưu mẫu cây Cục lâm nghiệp Sarawak. Năm 1969, nhà thực vật học Shigeo Kurata kiểm tra mẫu vật này và lưu ý rằng nó không nằm trong các biến thể được biết đến thể hiện bởi N. fusca.